# Frederick St John (2e vicomte Bolingbroke)
Frederick St John, 2e vicomte Bolingbroke, 3e vicomte St John (21 décembre 1732 - 5 mai 1787) est un noble britannique et un propriétaire terrien. Son père est John St John (2e vicomte St John), demi-frère de Henry St John (1er vicomte Bolingbroke) (1678-1751),,. Sa mère est Anne Furnese et son jeune frère le général Henry St John (général) (1738-1818).

## Biographie
Il fait ses études au Collège d'Eton, Berkshire. Il devient 3e baron St Jean de Battersea le 19 juin 1748 et 3e vicomte St John le 26 novembre 1748.
"Bully", comme l'appellent ses contemporains, est surtout connu pour son style de vie extravagant et les chevaux de course qu'il élève. Le 8 septembre 1757, il épouse Diana Spencer, fille aînée de Charles Spencer (3e duc de Marlborough) après lui avoir fait une proposition en plaisantant dans l'un des jardins d'agrément de Londres. L'insistance de Bolingbroke à maintenir un style de vie de célibataire (qui comprend des dépenses somptueuses, une chaîne de maîtresses, une consommation excessive d'alcool et de jeu) après leur mariage, couplée à des violences verbales, et possiblement physiques, conduit à une séparation amère entre Bully et la populaire et l'artistique Lady Diana. Il intente une procédure de divorce contre sa femme pour adultère avec Topham Beauclerk, avec qui elle a un enfant. Le divorce de Bolingbroke est remarquable pour avoir permis de rationaliser la procédure, et ainsi facilité les divorces nobiliaires au XIXe siècle.
Les choses empirent pour le vicomte Bolingbroke après son divorce. Les dommages et intérêts qu'il a gagnés de Beauclerk sont dérisoires par rapport à la montagne de dettes qu'il a accumulées. Plutôt que d'économiser, il choisit de vendre son précieux cheval de course. Déjà avant son divorce, l’état de ses finances l'a amené à parrainer des modifications de la loi, permettant aux héritiers de vendre des propriétés familiales. Une fois la loi adoptée, il entreprend de vendre des biens qui appartenaient à sa famille depuis des siècles. En 1763, il vend le domaine de Battersea, dans le Surrey au vicomte Spencer. Finalement, il quémande et obtient un poste de Lord de la Chambre à la cour du roi George III - un poste qu'il a précédemment occupé alors qu'il était encore marié à Lady Diana, mais abandonné en raison d'une combinaison de désintérêt et d'indolence. Cependant, il ne cesse jamais de chercher une héritière assez âgée ou peu attrayante (et donc désespérée de se marier) pour épouser un homme aux finances et à la réputation douteuses. Cela conduit à des "parades" risibles avec des vieilles filles bien élevées, dont une qui a elle-même perdu sa fortune au jeu.
Le vicomte Bolingbroke se trouve éclipsé par sa femme même après la fin de leur mariage. Il n'est pas particulièrement populaire en dehors d'un petit groupe, tandis que le cercle de Lady Diana comprend l'excentrique et intelligent Dr Samuel Johnson et Georgiana Cavendish, duchesse de Devonshire, qui tient un salon à la mode.
Il meurt le 5 mai 1787, à l'âge de 54 ans.

## Enfants
- George St John (3e vicomte Bolingbroke) (5 mars 1761 - 11 décembre 1824)
- Henriette St. John (Towcester) (1er août 1762 - avril 1834) - épouse Henry Towcester en 1792
- Frederick St John (20 décembre 1765 - 19 novembre 1844), général.